# TelForceOne
TelForceOne SA – spółka z siedzibą we Wrocławiu, notowana na Warszawskiej Giełdzie Papierów Wartościowych od 29 marca 2007 (symbol TFO/nazwa TFOne). Zajmuje się dystrybucją akcesoriów do urządzeń mobilnych Firma oferuje produkty pod markami własnymi, np. MyPhone, Forever, co sprawia, że towary sprzedawane przez grupę TFOne są mylnie identyfikowane jako wytworzone w Polsce. Jest spółką dominującą grupy kapitałowej, liczącej w sumie 14 spółek, w tym 5 spółek zagranicznych w Czechach, na Ukrainie, na Słowacji i w Rumunii. Grupa kapitałowa TelForceOne wykreowała na rynku GSM osiem marek własnych (m.in. TF1, Foof, Callme, Millenium, BeSt).

## Grupa kapitałowa
W skład grupy kapitałowej TelForceOne wchodzą:

- TelForceOne S.A.
- TelForceOne Ukraina Sp. z o.o.
- TelForceOne Romania Sp. z o.o.
- CPA Czech S.r.o.
- CPA Slovakia S.r.o.
- Teletorium S.r.o
- Teletorium Sp. z o.o. (sieć detaliczna)
- Telcon Sp. z o.o.
- 4mobile Sp. z o.o.
- Red Dog Sp. z o.o.
- Admax Cyfrowe Systemy Sukcesu Sp. z o.o.
- R2Invest Sp. z o.o.
- Callme Sp. z o.o.
- Forever Europe Sp. z o.o.
- Myphone Sp. z o.o.